# Inferno - Canto ventiquattresimo

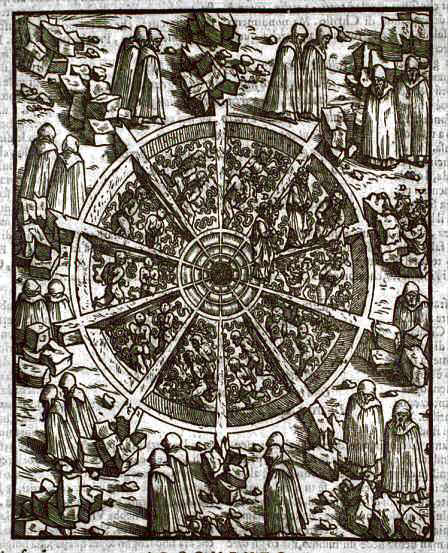
La bolgia dei ladri circondata da quella degli ipocriti, illustrazione di Alessandro Vellutello

Il canto ventiquattresimo dell'Inferno di Dante Alighieri si svolge nella settima bolgia dell'ottavo cerchio, ove sono puniti i ladri; siamo nel mattino del 9 aprile 1300 (Sabato Santo), o secondo altri commentatori del 26 marzo 1300.

## Incipit
(Anonimo commentatore dantesco del XIV secolo)

## Analisi del canto

### L'argine della settima bolgia - versi 1-63

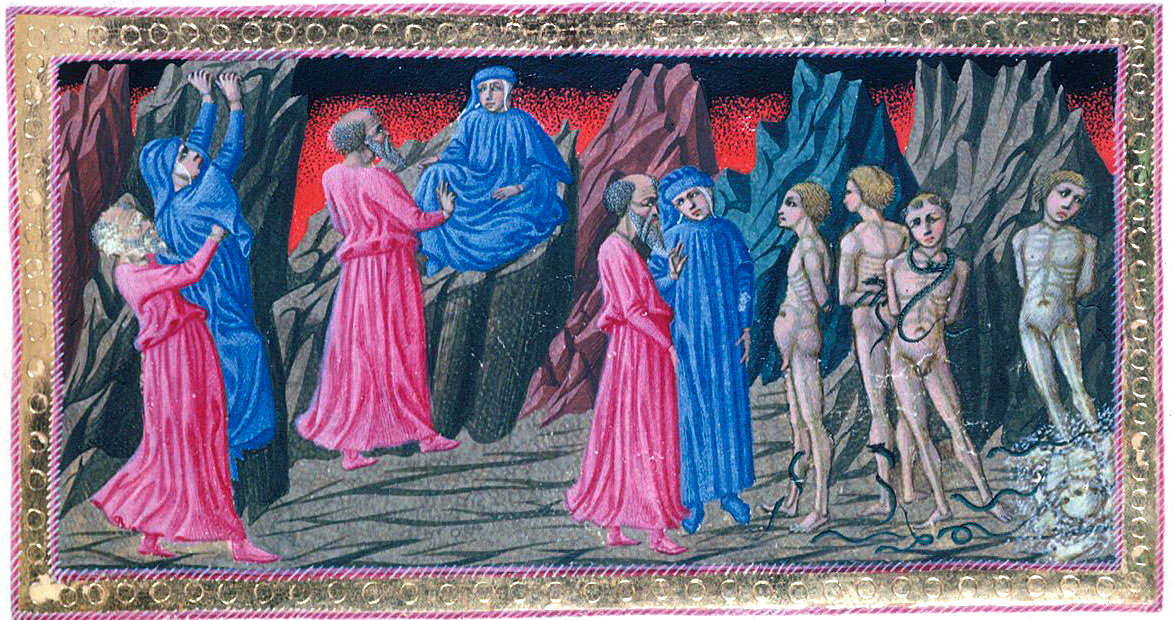
Priamo della Quercia (XV secolo)

Le prime cinque terzine di questo Canto sono tutte dedicate a una similitudine tra le più ampie del poema, che si ricollega direttamente al finale del canto precedente, dove Virgilio si è arrabbiato in silenzio per aver scoperto di essere stato beffato da un diavolo.
La similitudine inizia descrivendo il periodo dell'anno cominciato da poco ("giovanetto anno") nel quale, secondo un linguaggio metaforico, il sole tempra i raggi sotto l'Acquario (dal 21 gennaio al 21 febbraio) e le notti incominciano ad accorciarsi fino al momento in cui saranno ridotte alla metà della giornata (equinozio di primavera) ("e già le notti al mezzo dì sen vanno," - v. 3), quando la brina sulla terra fa immagine che copia ("assempra") la sua "sorella bianca", cioè la neve. Un pastorello ("villanello") che ha finito il foraggio per le pecore, alzandosi vede allora la campagna tutta coperta di bianco e si batte la mano sull'anca in segno di disperazione, lamentandosi e rientrando in casa come un derelitto che non sa che fare, ma quando ritorna a guardare la campagna ritrova la speranza (letteralmente "la speranza ringavagna", cioè rimette la speranza nel cesto) perché il mondo in quel frangente ha cambiato faccia, ed esce con le pecorelle a pascolare. Come avviene al pastorello, così il turbamento visto sulla fronte del maestro alla fine del canto precedente fa sbigottire Dante ("Così mi fece sbigottir lo mastro / quand'io li vidi sì turbar la fronte,", vv. 16-17), ma altrettanto rapidamente giunge il rimedio per il male (l'impiastro, metafora medica: "e così tosto al mal giunse lo 'mpiastro;", v. 18), perché, quando arrivano alle rovine del ponte crollato, Virgilio, rinfrancato da questa vista, torna a rivolgersi a lui con quella dolce espressione che gli aveva visto in volto quando lo incontrò per la prima volta nella "selva oscura", mentre tentava invano di salire il "dilettoso monte".
Inizia quindi la risalita lungo le rovine del ponte che sovrastava la sesta bolgia, con Virgilio che afferra Dante (gli dà "di piglio") e lo solleva verso la cima di una roccia, adocchiandone nel frattempo un'altra a cui Dante possa aggrapparsi, raccomandandogli di provare prima se essa è in grado di reggere il suo peso ("così, levando me sù ver' la cima / d'un ronchione, avvisava un'altra scheggia / dicendo: "Sovra quella poi t'aggrappa; / ma tenta pria s'è tal ch'ella ti reggia".", v. 27-30). Non era certo una via, dice Dante, possibile per chi avesse addosso una cappa, volendo spiegare come quello non fosse un percorso che potesse permettere agli ipocriti di uscire dalla loro bolgia, perché a mala pena ce la facevano a salire di appiglio in appiglio ("di chiappa in chiappa"), Virgilio "lieve" (perché spirito) e Dante sospinto da lui. Fortunatamente le Malebolge digradano leggermente verso il pozzo centrale, per cui l'argine interno è sempre un po' più basso dell'altro, e alla fine i due poeti riescono a raggiungere l'ultima pietra in cima alle rovine del ponte crollato.
Arrivati in cima Dante ha il fiato corto e si siede sul primo masso che trova perché non ce la fa più ("i' non potea più oltre", v. 44), ma Virgilio subito riprende Dante e con solenni suggerimenti e incoraggiamenti lo incita a ricominciare subito la marcia.
Le parole di Virgilio sono famose per il loro rigore e importanza, anche se lette nel contesto della situazione suonano un po' troppo forti. Non bisogna comunque dimenticare il loro valore soprattutto simbolico, non legato cioè solo allo spiccio avvenimento di Dante che riprende fiato dopo una salita.
Egli dice al discepolo che sedendo sulle piume o sotto le coperte non si guadagna fama durante la vita; chi fa così sulla terra lascia la stessa traccia che fa il fumo nell'aria o la schiuma sull'acqua; quindi è bene che Dante si alzi e vinca "l'ambascia" (l'affanno, il fiato corto per l'ascesa appena compiuta), perché l'animo ha il potere di vincere ogni battaglia se il corpo pesante non si accascia; ben più lunga sarà la scala che li attende (sottinteso al Purgatorio) perché non basta separarsi dai dannati ("Più lunga scala convien che si saglia; / non basta da costoro esser partito.", vv. 55-56). Quest'ultima frase racchiude tutto il senso del viaggio simbolico nell'Inferno: Dante sta compiendo un percorso iniziatico verso il bene e la conoscenza del divino, ma prima di tutto egli deve avere la consapevolezza di tutti i peccati (l'espiazione, compiuta attraverso l'Inferno), poi compiere un percorso di purificazione attraverso il Purgatorio, perché il solo conoscere il male ed evitare di usarlo non è sufficiente per la beatitudine. Sebbene l'opinione più diffusa circa la "più lunga scala" sia quella appena riportata, Manfredi Porena fa notare che la salita più faticosa che Dante dovrà fare non è quella del Purgatorio. Si vedrà infatti che sulla spiaggia della montagna, ad anime giunte allora, Virgilio dirà che essi due son giunti colà per via così "aspra e forte" che ormai il salire su per la montagna sarà un gioco (Purgatorio II, vv. 64-66); e la via di cui qui parla è quella che hanno risalito dal centro della Terra all'isola del Purgatorio: questa dev'esser dunque la "più lunga scala" a cui Virgilio accenna qui. E il v. 56 significherà: «non basta partirsi da questi peccatori qui; dovrai partirti addirittura da tutto l'Inferno».
Dante allora salta in piedi convinto, mostrando più lena di quella che si sente addosso, dicendo "Va, ch'i' son forte e ardito" (v. 60). I due allora trovano il nuovo ponte sulla bolgia successiva, che è più irto di rocce (ronchioso), stretto e malagevole di quelli passati finora.

### La bolgia dei ladri - vv. 64-96

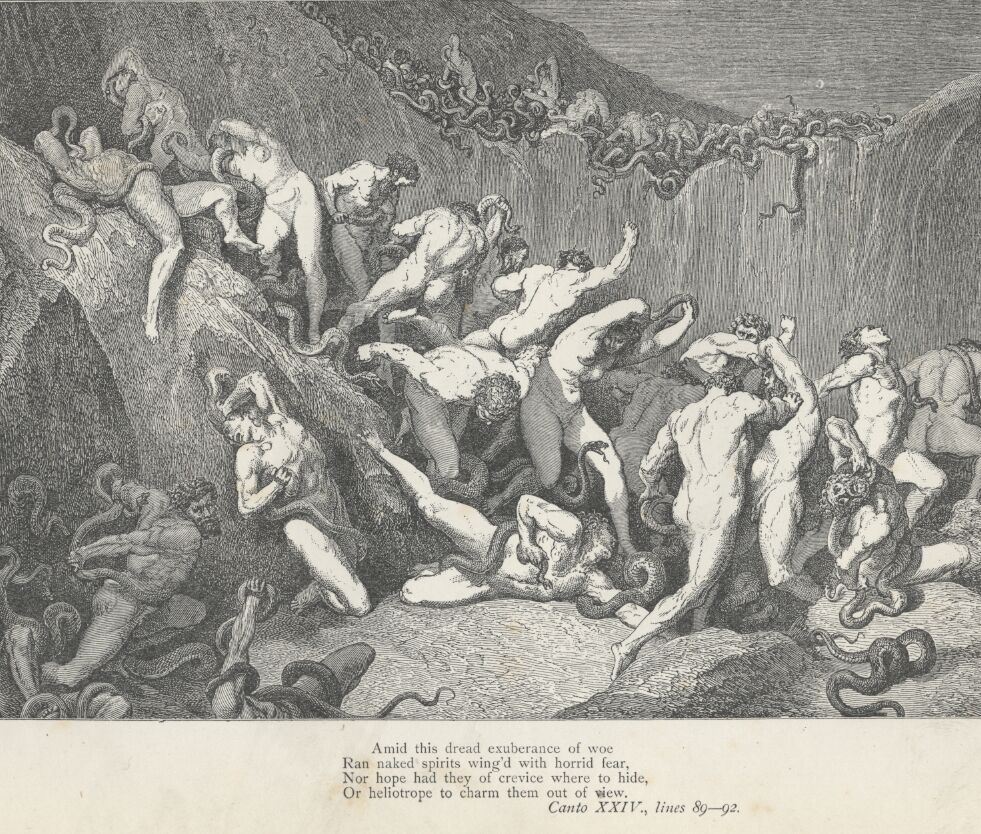
La bolgia dei ladri, illustrazione di Gustave Doré

Mentre Dante sta ancora parlando per nascondere la sua stanchezza, i due poeti sono nel frattempo saliti sul ponte della bolgia successiva, la settima, e Dante sente una voce "a parole formar disconvenevole" (v. 66), cioè non adatta a formar parole, che, pur non capendo cosa dica, gli sembra molto arrabbiata: il poeta si sporge dal dosso dell'arco del ponte per guardare giù, ma per il buio non riesce a vedere niente, quindi propone a Virgilio di proseguire fino all'argine più interno ("l'altro cinghio") e di scendere dal ponte sull'argine stesso, al che il poeta acconsente con una perifrasi retorica (in parafrasi: "Altro non ti rispondo se non con l'agire, perché a una domanda onesta si deve rispondere tacendo ed eseguendo l'opera richiesta").
Essi scendono dunque dalla testata del ponte, dove questa si congiunge con l'ottavo argine ("ottava ripa"), e Dante vede uno scenario raccapricciante che, a differenza della dolente staticità del precedente, è dominato da un frenetico movimento, causato dalla "terribile stipa" di serpenti (in realtà si scopre presto che sono piuttosto rettili vari), di diversa specie ("diversa mena"), la cui memoria guasta ("scipa") ancora il sangue a Dante (come si vedrà nel canto successivo, queste stesse serpi che l'hanno inorridito diverranno per lui "serpi amiche").
E Dante attacca citando abbastanza fedelmente La Pharsalia di Lucano: vi erano chelidri (che Lucano, non Dante, descrive come striscianti su una scia di fumo), iaculi (che volano come giavellotti), faree (che strisciano contorcendosi con la testa eretta), cencri (con il ventre punteggiato, che strisciano dritti) e anfisbene (che hanno due teste, una per estremità). Libia (intesa genericamente come deserto del Sahara), Etiopia e Arabia (ciò che sta sopra al Mar Rosso) non possono vantare altrettanta ricchezza di serpenti, che Dante si compiace di elencare con fare dotto.
Tra i rettili corrono "genti nude e spaventate", che non hanno speranza di trovare né un nascondiglio ("pertugio") né l'elitropia, pietra cui un tempo si attribuiva il potere di rendere invisibile chi la portava addosso. Essi hanno le mani legate dietro alla schiena dai serpenti, che poi passavano la coda e il capo lungo le reni dei dannati e le annodavano davanti cingendo loro il ventre ("con serpi le man dietro avean legate; / quelle ficcavan per le ren la coda / e 'l capo, ed eran dinanzi aggroppate.", v. 94-96).
Poco più avanti Dante dirà che si tratta dei ladri, che, a differenza dei predoni puniti nel primo girone del VII cerchio nel sangue bollente del Flegetonte (Canto XII), non sono violenti, ma hanno depredato gli altri con l'inganno e l'astuzia, colpa ben più grave di quella dei rapinatori secondo la logica dell'inferno dantesco, che agli strati più bassi fa corrispondere i peccati più gravi.

### Metamorfosi dei ladri - vv. 97-120

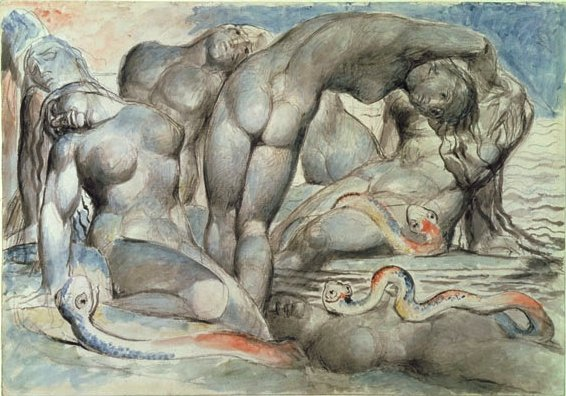
I ladri, dipinto di William Blake

A questo punto Dante assiste a una sorprendente metamorfosi, quando un serpente morde un dannato tra il collo e la spalla e nel tempo di scrivere una "O" oppure una "I" (lettere tracciate con un solo tratto di penna) il dannato cade a terra come cenere e rinasce da essa, come fenice, che rinasce ogni 500 anni dopo essersi costruita un letto di nardo e mirra (citazione quasi letterale da Ovidio, Metamorfosi XV) o come un epilettico, che all'epoca si riteneva posseduto temporaneamente da un demone.
Il contrappasso di questi dannati non è completamente chiaro, comunque il serpente che striscia potrebbe simboleggiare la natura subdola di questi dannati. Inoltre il fatto di avere mani legate è l'opposto di quella "sveltezza" di mano che contraddistinse la loro mala opera. La metamorfosi animalesca è sempre un fatto gravemente degradante per Dante, che nella sua concezione dell'universo strettamente gerarchica attribuiva a animali e piante una forma di vita molto meno nobile di quella umana, creata a somiglianza di Dio (si pensi ai suicidi la cui pena è quella di essere trasformati in sterpi, o alle similitudini animalesche così frequenti nelle Malebolge). Nel caso poi del dannato che si polverizza e rinasce è un'aggiunta perché il suo peccato è avvenuto in luogo consacrato (lo si legge tra poco), quindi il ritornare alla polvere, come prima della Genesi, è una severa vendetta divina di chi ha osato sfidarlo.

### Vanni Fucci e la sua profezia - vv. 121-151

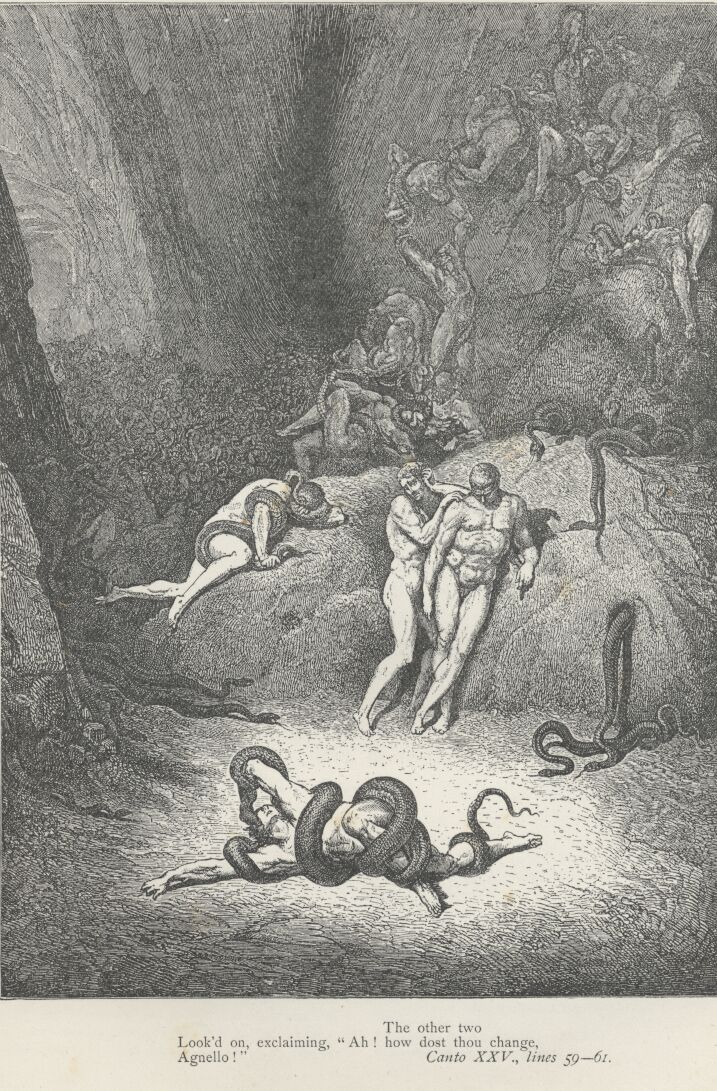
Metamorfosi, illustrazione di Gustave Doré

Virgilio chiede dunque il nome al dannato, e quello risponde con tutta l'arroganza e rozzezza che può: dice che piovuto in questa bolgia dalla Toscana da poco tempo; gli piacque la "vita bestial e non umana", ed era un mulo, cioè un bastardo, un figlio illegittimo, di nome Vanni Fucci bestia (forse il suo grottesco soprannome, secondo altri commentatori affibbiato invece da Dante nel ritratto degradato che il dannato fa di se stesso), che ebbe in Pistoia la sua degna tana.
In pratica il dannato si è presentato come un animale, un violento (era infatti predone e assassino), tanto da attaccare al suo nome l'epiteto di "bestia", ma Dante non è soddisfatto della sua risposta, perché in verità ha già riconosciuto di chi si tratta, un terribile pistoiese che compì efferate e inutili crudeltà durante l'assedio di Caprona (un'azione militare conseguente la battaglia di Campaldino, alla quale Dante partecipò come cavaliere). Allora Dante sprona Virgilio perché non si faccia scappare il dannato, perché la sua colpa è ben più umiliante e grave (almeno secondo lo schema etico dantesco, citato nel paragrafo precedente) di quelle che ha voluto dire loro. Allora Vanni Fucci, colpito nel debole, si gira direttamente su Dante guardandolo negli occhi senza la frapposizione di Virgilio e controvoglia gli confessa quello che gli duole in questa sua misera condizione più di quando gli dolse morire. Non può negare la risposta alla domanda dei due inviati in missione divina: si trova quaggiù perché fu ladro dei begli arredi di sacrestia (notare la piena confessione, con l'accento posto sulla sua colpa in maniera così diretta), per il reato del quale stava per venire giustiziato qualcun altro.
Dopo l'umiliazione però Vanni Fucci prepara anche la vendetta. "Ma perché di tal vista tu non godi, se uscirai mai dall'Inferno,  apri li orecchi al mio annunzio, e odi. Il dannato si rivolge con arroganza verso Dante e, assieme a quello che farà dopo, la sua figura è tratteggiata come una delle più nere e indomabili dell'Inferno. Profetizza allora notizie spiacevoli per Dante: Pistoia è spopolata per la cacciata dei Neri, ma presto Firenze si rinnoverà di gente, intendendo che il successo attuale dei Bianchi è fugace perché presto con l'arrivo di Carlo Valois le sorti si ribalteranno. Marte trae vapore igneo di fulmini in Lunigiana (Val di Magra) e con la tempesta forte si combatterà sul campo di Pistoia (Campo Piceno, da un'errata interpretazione di Sallustio che fraintesero anche altri autori); qui il dio della guerra spezzerà la nebbia con questi fulmini "sì ch'ogne Bianco ne sarà feruto. / E detto l'ho perché doler ti debbia!" (vv. 150-151).
Il canto si chiude con questi versi pieni d'odio, e ancora più negativa sarà l'apertura del prossimo canto con la bestemmia di Vanni Fucci, così terribile che farà pronunciare a Dante un'invettiva contro Pistoia.